# Jericho (raket)

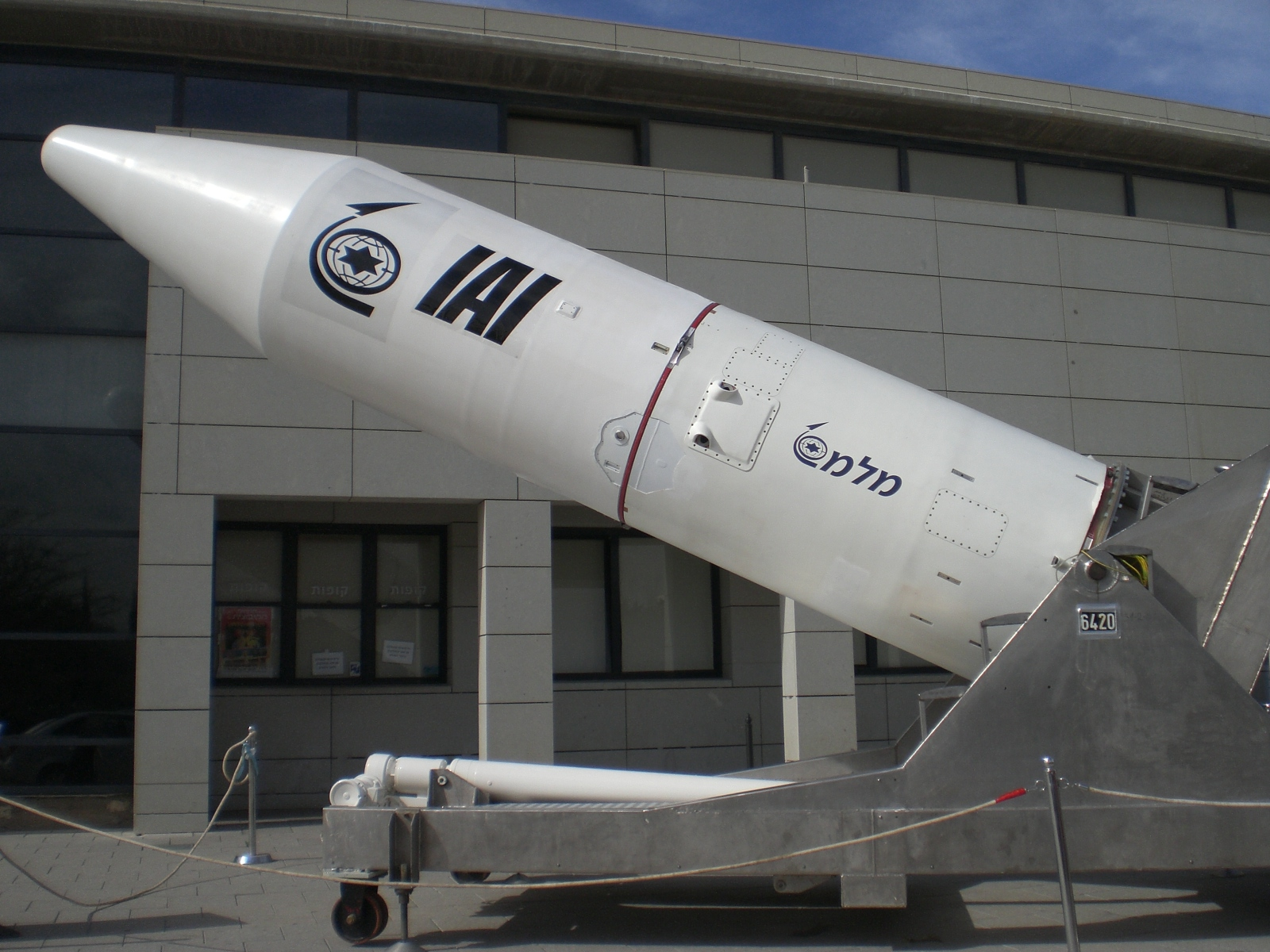
De 3e trap van Shavit

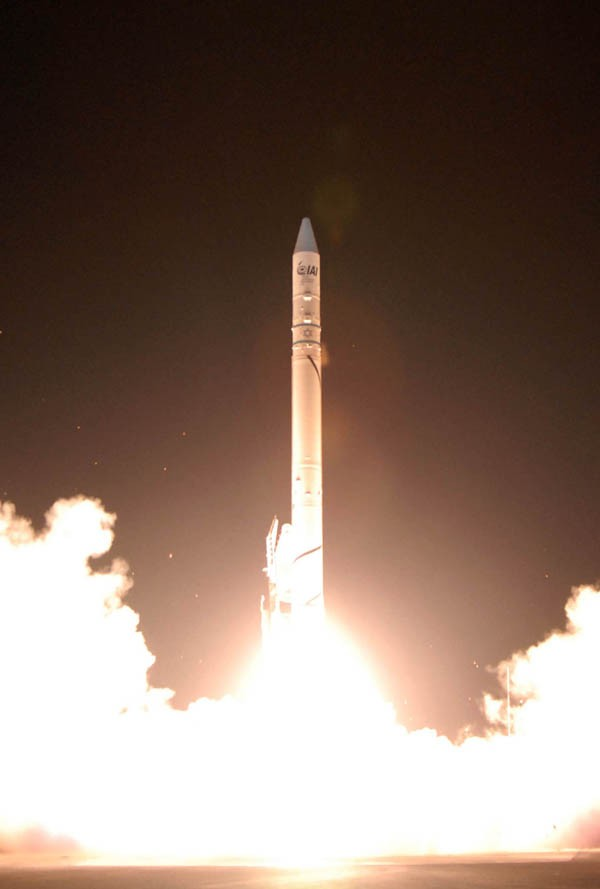
Lancering van een Shavit-2, een civiele Jericho 2, vanaf Palmachin op 11 juni 2007

Jericho (raket) (Hebreeuws: יריחו) is een familie van vier israëlische ballistische raketten, waarvan de naam verwijst naar de Bijbelse stad Jericho.

## Jericho1
Jericho 1 was een korteafstandsraket in 1963 voor Israël ontwikkeld door Dassault Aviation. Prototype "MD-620" werd getest in 1965. In januari 1968 had Dassault twaalf Jericho 1 geleverd, maar dan stelde Frankrijk een wapenembargo in.
Israel Aerospace Industries zette het werk voort op de Sdot Micha Airbase. Met een budget van 1 miljard dollar bouwden ze 100 Jericho 1. 
Jericho 1 was 13,4 m lang met 0,8 m diameter en een massa van 6.500 kg en kon een kernkop van 400 kg 500 km ver dragen met een Circular Error Probable van 1000 m.
In 1969 kwam Israël met de Henry Kissinger van de Verenigde Staten overeen dat Jericho 1 tot 1972 niet zouden dienen als strategisch kernwapen.
In oktober 1973 braken Arabische legers in de Jom Kipoer-oorlog door de noordelijke en zuidelijke grenzen van Israël. Minister van defensie Moshe Dayan zei tegen premier Golda Meïr: “dit is het einde van de derde tempel” waarmee hij bedoelde dat de inzet van kernwapens nodig was.
Golda Meïr beval dertien kernkoppen op Jericho 1-raketten op de Sdot Micha Airbase en ook McDonnell Douglas F-4 Phantom II vliegtuigen op Tel Nof Airbase klaar te maken voor inzet tegen de Egyptische krijgsmacht en de Syrische strijdkrachten. De Jericho 1 kon Cairo en Damascus bereiken.
Henry Kissinger vernam op 9 oktober om 06:00 de geplande kernaanval en belde ambassadeur Anatoli Dobrynin van de Sovjet-Unie om Syrië en Egypte in te tomen. President Richard Nixon beval daarop Operation Nickel Grass een luchtbrug om tussen 14 oktober en 14 november 22.325 ton M109-houwitsers, M60 Pattons en munitie met Lockheed C-141 Starlifters en Lockheed C-5 Galaxy's via de Azoren naar Israël te vliegen. A-4 Skyhawks en 36 McDonnell Douglas F-4 Phantom II vlogen met bijtanken in de lucht van de verenigde Staten naar Luchthaven Ben-Gurion Kissinger zei tegen Anwar Sadat dat de Verenigde Staten de wapens leverden om een Israëlische kernaanval te voorkomen.
De Jericho 1-raketten werden bewaard in grotten bij Zekharia ten zuidoosten van Tel Aviv.
Rond 1990 werden alle Jericho 1 daar vervangen door Jericho 2.

## Jericho2
Jericho 2 is een tweetraps middellangeafstandsraket met vastebrandstofmotor.
De Jericho 2 middellangeafstandsraket dient ook als draagraket voor lancering van de satellieten Shavit en Shavit II.
Volgens Lawrence Livermore National Laboratory kan de Shavit een kernwapen van 500 kg 7500 km ver brengen.
De Zuid-Afrikaanse RSA-3 raketten waren in licentie gebouwde Jericho 2 / Shavit en ook de RSA-4 is erop gebaseerd, zoals bleek bij de ontmanteling van het Zuid-Afrikaans kernwapenprogramma. De RSA-3 en RSA-4 raketten werden nadien aangeboden als draagraket om commerciële satellieten mee te lanceren en zo raakten de specificaties publiek bekend.
In 1975 weigerden de Verenigde Staten om Israël Pershing II middellangeafstandsraketten met bereik 1770 km te leveren. Daarop begon de ontwikkeling van Jericho 2 in 1977, volgens Missile Threat van het George C. Marshall Institute als samenwerking tussen Israël en Iran, maar na de Iraanse Revolutie van 1979 stopte die samenwerking.
Van 1987 tot 1992 waren er testlanceringen vanaf Palmachim Airbase naar de Middellandse Zee 1300 km ver. Volgens Jane's Information Group werd in juni 1989 een Jericho 2 1400 km ver gelanceerd vanaf de Overberg toetsbaan bij Arniston in Zuid-Afrika.
Jericho 2 is 14 m lang en 1,56 m breed met 26.000 kg massa en 1000 kg kernkop van 1 megaton TNT-equivalent. Jericho 2 heeft active radar homing zoals Pershing II.
Jericho 2 is de basis voor de drietraps 23 ton ton Shavit 2 draagraket voor satellieten, voor het eerst gelanceerd in 1988 vanaf Palmachim Airbase. Van de prestaties van de Shavit is afgeleid dat het als ballistische raket een bereik heeft van 7.800 km met een 500 kg kernkop.
In 1991 tijdens de Golfoorlog van 1990-1991 viel Irak Israël aan met 40 Scud raketten.
Israël dreigde met een kernaanval bij gebruik van gifgas.
De onderzoeker Seth Carus stelde in juli 1998 op grond van Israëlische bronnen dat Jericho 2 na 1994 in dienst ging, dus lang na de aanval met Scud raketten, de wapenstilstand en de ontwapening van Irak. Raytheon Technologies haalde uit archieven van de Sovjet-Unie dat zij meenden dat de Jericho 2 inzetbaar was in 1989.
Onderzoekers van het Carnegie Endowment for International Peace vergeleken commerciële satellietbeelden van Sdot Micha Airbase bij Zekharia en vonden tussen 1989 en 1993 uitbreidingen om Jericho 2 op te slaan en te lanceren. 90 Jericho 2-raketten werden bewaard in grotten bij Zekharia Sdot Micha Airbase ten zuidoosten van Tel Aviv. Jericho 2 kan gelanceerd worden vanuit een raketsilo, een treinwagon of een vrachtwagen.

## Jericho3
Jericho 3 is een ICBM met twee of drie trappen, een vastebrandstofmotor en een, twee, of drie kernkoppen van samen 1000 tot 1300 kg die in 2011 in dienst ging.
De lengte is 15,5 m, de breedte 1,56 m en de massa 30.000 kg bij lancering.
Missile Threat schat het bereik tussen 4.800 en 6.500 km.
In 2004 schatte het Congressional Research Service het maximaal bereik op 11,500 km.
Een officieel verslag in 2004 voorgelegd aan het Amerikaans Congres stelde dat Israël met een kernkop van 1000 kg op een III een kernaanval kan uitvoeren in heel het Midden-Oosten, Afrika, Europa, Azië en bijna alle delen van Noord-Amerika en grote delen van Zuid-Amerika en het noorden van Oceanië. 
Missile Threat schreef: "Het bereik van Jericho 3 verschaft zeer hoge snelheid van impact op meer nabije doelen, wat het mogelijk maakt Anti-Ballistic Missile (ABM) verdediging in de nabije regio te verslaan.
Op 17 januari 2008 lanceerde Israël een Jericho 3.
Officiële bronnen binnen het Israëlisch ministerie van defensie noemden de testlancering van 2008 een “dramatische sprong in Israëls rakettechnologie”
Begin 2008 zei generaal Isaac Ben-Israel, voormalig voorzitter van de Israeli Space Agency van het Israëlisch ministerie van wetenschap: "Iedereen kan rekenen… wij kunnen met een raket elke plaats in de wereld raken.”
De ICBM lanceerinstallaties liggen zo diep onder de grond, dat zij een kernaanval weerstaan.
Op 2 november 2011 lanceerde Israël een verbeterde Jericho 3 vanaf Palmachim Airbase.
In 2013 schreef Alon Ben David in Aviation Week dat de Jericho 3 een kernkop van 1000 kg 5000 km ver kan afleveren.
In juli 2013 werd een Jericho 3A gelanceerd met een nieuwe raketmotor.

## Jericho4
In 2019 lanceerde Israël een Jericho 4, een drietrapsraket die een MIRV kan vervoeren.